# Новий Сусадибаш
Новий Сусадиба́ш (рос. Новый Сусадыбаш, башк. Яңы Сусаҙыбаш) — присілок у складі Янаульського району Башкортостану, Росія. Входить до складу Первомайської сільської ради.
Населення — 87 осіб (2010; 124 у 2002).
Національний склад:
- марійці — 86 %